# Skipperbyer i Danmark
Ved skipperbyer forstås de bymæssige bebyggelser, der lå på de mindre øer og som var hjemsteder for et stort antal søfarende, selvom de selv ikke havde et egentligt opland eller bagland. Skipperbyer adskilte sig derved fra andre steder med skibsfart, hvor netop deres bagland udgjorde en betydningsfuld årsag til deres opståen og trivsel: ladepladser, skudehandelspladserne langs den nordjyske kyst og udskibningssteder.
Flere af disse bebyggelser havde allerede i begyndelsen af 1800-tallet mere end 300 indbyggere: således 1801 havde Rørvig 303, Troense 536, Hals 643, Klitmøller 336 og Løgstør 463 indbyggere, mens Marstal havde 1449 indbyggere.
De mest fremgangsrige skipperbyer var:
Dragør på Amager,
Marstal på Ærø,
Thureby på Thurø,
Troense på Tåsinge,
Nordby og Sønderho på Fanø.

## Skipperbyernes historie

### 1700-tallet
1700-tallet kendetegnes ved et stærkt voksende skibsfart i århundredets anden halvdel: mens den samlede handelsflåde i de danske provinstolddistrikter indtil 1750 synes at have svinget omkring 6-7.000 kmcl, voksede den fra midten af århundredet til omkring 11.000 kmcl i 1800, størstedelen hjemmehørende i købstæderne.
I 1700-tallet var der uden for købstæderne især to steder, hvis skibsfart fik landsdækkende betydning: Dragør på Amager og Marstal på Ærø.
Marstals skibsfart har sin oprindelse tilbage til delingen af Ærø i 1634. Dette år blev Ærø delt mellem 4 hertuger, hvorved blandt andet Marstal og Ærøskøbing kom under ulige overherre. Ganske vist var det i delingstraktaten lovet, at Ærøskøbings rettigheder skulle opretholdes ubeskåret, men dette blev ikke overholdt trods gentagne klager, og Marstals skibsfart voksede. Udviklingen hæmmedes dog i begyndelsen af toldbestemmelserne, idet Marstals indbyggere toldmæssigt blev behandlet som udlændinge. 1729 forandredes dette med Marstals indlemmelse i den kongelige del af Sønderjylland, hvorved det bestemtes, at byens borgere fremover skulle anses for kongerigske. Derved lagdes grunden til et stort opsving i byens søfart. Ærø lå omtrent midtvejs mellem de danske øer og de sønderjyske og holstenske havne, og snart begyndte byens skippere at fragte korn fra syddanske købstæder til hertugdømmerne, hvorfra kornet blev viderefragtet til store tyske og nederlandske byer. Især på Lolland kom kornfragten til hertugdømmerne under marstallernes styring, og mange stedlige købmænd udviklede sig til disses opkøbere på øen. I en beskrivelse af denne virksomhed fra 1763 hedder det blandt andet: "Alt, hvad Virgil siger til Biernes Ros, kan hentydes paa Marstallerne. De helmer aldrig, de er idelig i Bevægelse, en Dag at ligge stille er for dem en Plage. De lever tarvelige, stille og indgetogne. At stræbe og samle er alt deres sag. De lader sig aldrig nogen Sag være sur og vanskelig, naar der er mindste Haab. De tager visselig mangen Fordel fra andre, mindre flittige Stæder, og det er de at rose for. Denne Stræbsomhed gør dem som sædvanlig meget misundte, især af deres Naboer Lollikerne, og dog aflader disse aldrig at handle med dem. Naar det Indfald stikker den lollandske Købmand, saa giver han Klage over Klage til Kammeret over Ærøboens Handel som sig fornærmende, og selv kan han ikke bare sig at handle med dem. Bliver de borte, saa er det, som hans Handel var død. Denne lille By eller Flække ejer alene til Søfarten, Fragter og Handelsskab 38 store Jagter foruden mindre Fartøjer, saa mange ejer ikke alle fem Købstæder i Lolland. Nu da dette renskrives, erfarer jeg, at de har 50 Jagter. Marstallernes Fart er deri forskellig fra andres, at deres meste Fart er fra Mikkelsdag og hele Vinteren igennem, saa længe et Fartøj kan gaa i Søen. I den Tid er deres største Handel med Korn og Fedevarer fra Lolland, Fyn og omliggende Øer til København og de holstenske Stæder. Deres Skibe er snilde og sikre og Folket rette Søhaner. Naar andre Stæders Skibe er aftaklede, løber Marstallernes for fulde Sejl, og naar en anden Skipper skal først i Magelighed drikke sin The og spise sin Frokost, før han letter, saa sejler Ærreboen paa et stykke Ost og Brød eller en Pibe Tobak".